# Psychotria felsspitziensis
Psychotria felsspitziensis är en måreväxtart som beskrevs av Theodoric Valeton. Psychotria felsspitziensis ingår i släktet Psychotria och familjen måreväxter. Inga underarter finns listade i Catalogue of Life.